# Gladiolus permeabilis
Gladiolus permeabilis là một loài thực vật có hoa trong họ Diên vĩ. Loài này được F.Delaroche miêu tả khoa học đầu tiên năm 1787.